# Tribulations (Star Trek)
Pour l’article homonyme, voir Tribulations.
Pour un article plus général, voir Star Trek (série télévisée).
Tribulations (The Trouble with Tribbles) est le quinzième épisode de la deuxième saison de la série télévisée Star Trek. Il fut diffusé pour la première fois le 29 décembre 1967 sur la chaîne américaine NBC.
Des Tribules (petits animaux affectueux en forme de boule de poils) envahissent l'Enterprise pendant que la Fédération tente de faire pousser une plante nutritive sur une planète fertile que les Klingons cherchent à s’approprier.

## Distribution

### Acteurs principaux
- William Shatner — James T. Kirk (VF : Yvon Thiboutot)
- Leonard Nimoy — Spock (VF : Régis Dubost)
- DeForest Kelley — Leonard McCoy
- James Doohan — Montgomery Scott
- Nichelle Nichols — Uhura
- Walter Koenig — Pavel Chekov (VF : André Montmorency)

### Acteurs secondaires
- William Schallert – Sous secrétaire Nilz Baris
- William Campbell – Captaine Koloth
- Stanley Adams – Cyrano Jones
- Whit Bissell – Chef de station Lurry
- Michael Pataki – Korax
- Ed Reimers – Amiral Fitzpatrick
- Charlie Brill – Arne Darvin
- Paul Baxley – Enseigne Freeman
- David L. Ross – Garde
- Guy Raymond – Vendeur

## Résumé
L'USS Enterprise est appelée par la station spatiale K-7 à la suite d'un appel de détresse urgent. La planète Sherman se trouve non loin et sa possession est disputée à la fois par la fédération des planètes unies et l'Empire Klingon. Arrivant sur la station, le capitaine James T. Kirk est furieux lorsqu'il s'aperçoit que son vaisseau a été mobilisé pour ce qui lui paraît une mission secondaire. En effet, Lurry, le chef de la station et Nilz Baris, le sous-secrétaire de l'agriculture du secteur, souhaitent que des gardes soient postés afin de surveiller une importante cargaison de grain de quadrotriticale, une plante poussant quatre fois plus vite que la normale. Kirk envoie deux gardes pour garder la cargaison avant d'être rappelé à l'ordre par Starfleet qui souhaite que le quadrotriticale soit bien mieux gardé.
De plus, la station reçoit la visite de Klingons commandés par le capitaine Koloth. Ceux-ci souhaitent y faire escale. Celle-ci est autorisée par Kirk à condition que ceux-ci soient sous la surveillance de gardes de Starfleet. Pendant ce temps, un vendeur itinérant, Cyrano Jones, arrive sur la station avec des petits animaux en forme de poils nommés les tribules. Il en offre un au lieutenant Uhura, mais celui-ci se met rapidement à faire des bébés. Ceux-ci sont adoptés par l'équipage de l'Enterprise car leur ronronnement est apprécié par tous. À l'inverse, les Klingons détestent les tribules et ceux-ci se mettent à feuler en leur présence.
Le docteur McCoy commence a s'inquiéter de l'accroissement des tribules à l'intérieur du vaisseau, ceux-ci se reproduisant à chaque fois qu'ils sont nourris. Il découvre que ceux-ci s'introduisent dans les conduits de ventilation. Kirk s'inquiète pour la cargaison de graines à l'intérieur de la station et s'aperçoit que celle-ci a entièrement été dévorée par les tribules. Toutefois, Spock et McCoy s'aperçoivent que la moitié d'entre elle est morte et que les graines étaient en vérité empoisonnées.
Baris tient Kirk pour le fiasco de cette mission, mais au cours de l'entretien, Kirk s'aperçoit que les tribules réagissent bizarrement face à Arne Darvin, l'assistant de Baris. Il s'agit en fait d'un Klingon déguisé. Celui-ci avait infecté les graines avec du poison afin que celles-ci deviennent inutilisables. Darvin est arrêté tandis que les Klingons repartent après avoir laissé Sherman aux mains de la fédération. Cyrano Jones est puni pour avoir introduit une créature nuisible envers l'homme et est condamné à passer une partie de sa vie à nettoyer la station des tribules. Peu de temps avant le départ des Klingons, l'ingénieur chef Montgomery Scott téléporte l'intégralité des tribules de l'Enterprise à l'intérieur de leur vaisseau.

### Continuité
- Le personnage d'Hikaru Sulu n'apparaît pas dans cet épisode.
- Au début de l'épisode, Chekov mentionne le « traité de paix Organien. » Il s'agit d'une référence directe à la fin de l'épisode Les Arbitres du cosmos.
- L'épisode Les Soucis du capitaine Kirk du dessin dérivée Star Trek : la série animée est la suite directe de cet épisode et voit le retour des personnages de Koloth, de Cyrano Jones et des tribules.
- On peut revoir des tribules en arrière-plan d'autres épisodes et films de Star Trek comme Star Trek III, le film Star Trek de 2009 et Star Trek Into Darkness en 2013[1] On les revoit dans l'épisode Tolérance de la série dérivée Star Trek: Enterprise
- Le personnage de Koloth revient aussi dans l'épisode Le Pacte de Sang de la série dérivée Star Trek: Deep Space Nine[2].
- Dans l'épisode Épreuves et Tribulations de Star Trek: Deep Space Nine Sisko remonte le temps et se retrouve témoins des actions de cet épisode. Le personnage d'Arne Darvin joué par Charlie Brill revient pour l'occasion. L'épisode avait été écrit afin de fêter les 30 ans de la franchise Star Trek.

## Production

### Écriture

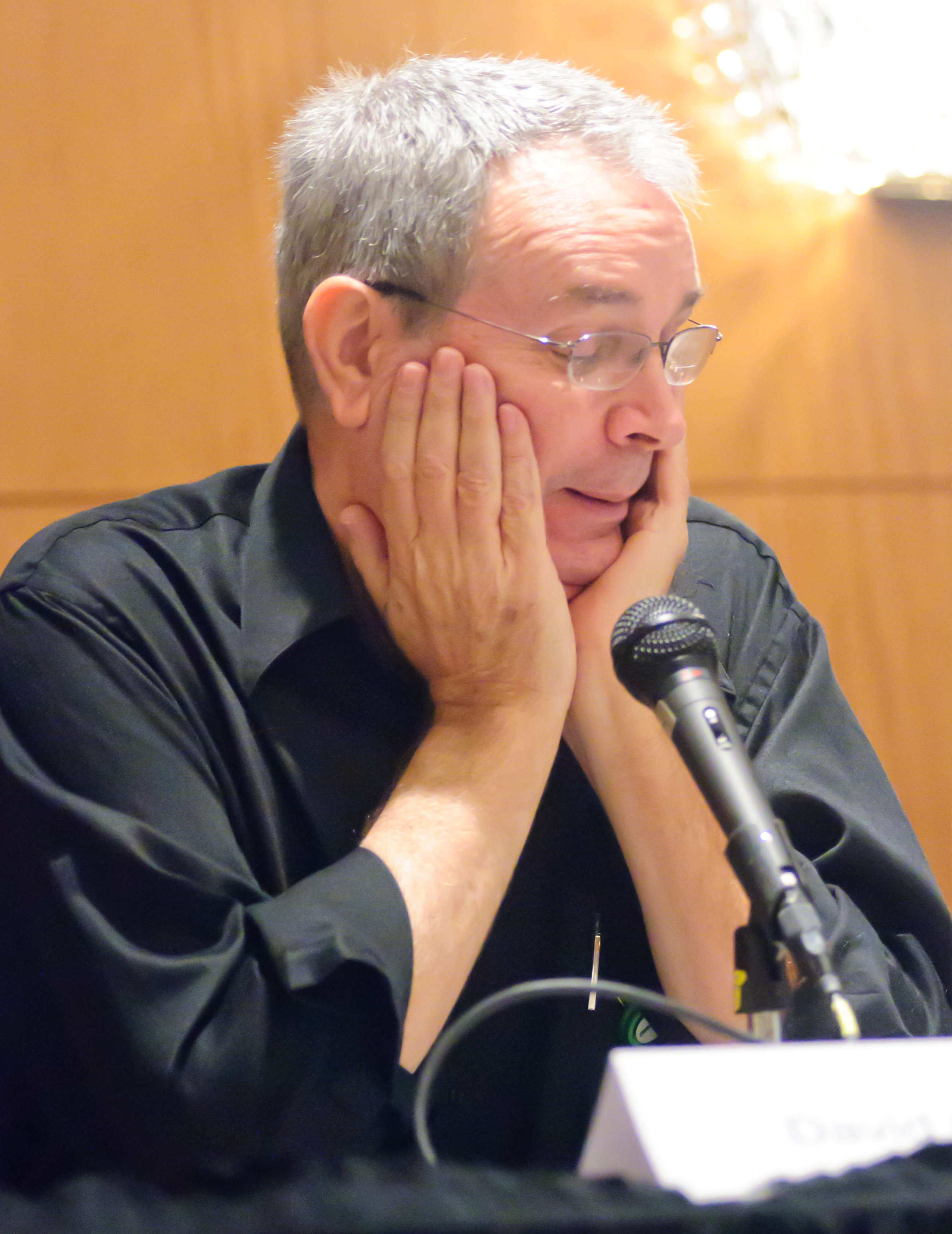
David Gerrold en 2010

Le synopsis de cet épisode fut proposé par le scénariste David Gerrold sous le titre de The Fuzzies. Celui-ci était seulement âgé de 23 ans et n'avait jamais écrit de scénario auparavant. Amateur de science-fiction, il avait déjà soumis une idée de script à la production de Star Trek en 1966. Celui-ci fut refusé par le producteur Gene L. Coon avec toutefois la mention que son idée était proche de l'esprit de la série mais trop coûteuse à produire pour la télévision. Coon rencontra Gerrold afin de lui parler de Star Trek, tout en lui conseillant d'attendre le mois de février 1967 avant de leur soumettre des scénarios, pour savoir si la série serait reconduite pour une seconde saison. Lors de la discussion ils évoquent l'idée d'un épisode autour de créatures se reproduisant à grande vitesse, mais Coon estime que l'épisode serait difficile à mettre en place à cause du trop grand nombre de créatures à créer. L'idée s'inspire de l'introduction des lapins en Australie, qui en l'absence de prédateurs se sont mis à proliférer.
Bien qu'ayant au moins cinq autres idées de scénarios, c'est finalement celui des créatures que Gerrold va proposer en février en 1967 à la production de Star Trek. Celui-ci travaille avec son agent à la rédaction d'une ébauche de script. L'action de l'épisode fut placée à l'intérieur d'une station spatiale afin d'éviter de montrer les dommages écologiques que les créatures feraient à une planète, même si l'idée de placer l'action sur une planète coloniale fut évoquée afin d'éviter de construire une maquette de station spatiale. Les premières ébauches du scénario contenait déjà l'intrigue autour des graines, s'inspirant de la découverte récente du triticale mais les Klingons n'y apparaissaient pas et Cyrano Jones s'appelait Cyrano Smith.
Il faut attendre le 13 juin 1967 pour que Gerrold et son agent reçoivent une réponse de la production de Star Trek. La proposition de script est acceptée, même si la série avait déjà assez de script pour sa seconde saison. Toutefois la script-éditrice D. C. Fontana avait trouvée l'idée bien meilleure que certaines proposées pour la saison et accepta, pensant que le scénario pourrait être réécrit par un scénariste interne à la production s'il s'avérait trop mauvais. À l'époque, Gerrold qui avait été embauché pour un travail de sténographie sur le pilote de la future série Hawaï police d'État démissionna afin de se consacrer à son script de Star Trek.
Lors d'une rencontre entre Gerrold et Coon, ce dernier lui demanda d'ajouter les Klingons et de situer l'épisode sur une station spatiale. Lors d'une rencontre sur place, Gerrold discute avec l'acteur Leonard Nimoy sur la façon d'écrire le personnage de Spock et il est autorisé à assister au tournage de l'épisode La Machine infernale afin de mieux connaître la série. La première ébauche nommée A Fuzzy Thing Happened to Me voit le jour le 13 juin. Coon demande à Gerrold des réécritures et lui donne un mois pour les effectuer avant quoi, l'écriture du script devra être confiée à un scénariste confirmé. Gerrold modifie son script plusieurs fois, une nouvelle version mettant entre deux jours et demi et une semaine pour être effectuée. Lors des réécritures, l'idée que l'identité de Darvin soit découverte car les « fuzzies » sont allergiques aux Klingons est introduite. Coon la laisse passer bien que moyennement convaincu par l'idée.
Au début du mois de juillet, Coon demande à Gerrold de changer le nom de ses créatures, le département judiciaire de la production ayant découvert que les « fuzzies » sont des créatures créées par H. Beam Piper pour son livre Les Hommes de poche (dont le titre original est Little Fuzzy.) Le nom de « tribble » est finalement choisi après de longues délibérations et malgré un désaccord initial de Coon. Le 17 juillet, le script devient You Think You've Got Tribbles...? Toutefois, la production s'aperçoit qu'à cause d'une erreur de police d'écriture, la machine à écrire de Gerrold n'étant pas aux normes, l'épisode est bien trop long.
Vingt pages doivent donc être retirées de l'intrigue. Toute une scène où l'Enterprise pourchasse Jones à travers l'espace est retirée, tandis que la scène iconique où Kirk se retrouve submergé par les tribules est rajoutée. Ces coupes sont acceptées par Gerrold qui trouve l'épisode bien plus drôle sous sa forme réduite. L'actrice Nichelle Nichols dira elle-même qu'elle n'avait jamais vu « un script être réécrit autant de fois pour finalement rester globalement le même. » L'épisode change une fois de plus de titre, après que ce titre est considéré trop proche de celui de l'épisode You Think You've Got Troubles? de la série Dobie Gillis et trouve son titre final.
Le script final de l'épisode fut apprécié par la production, qui demandera à David Gerrold de réécrire une partie du script de l'épisode Mudd. Peu de temps avant la production de l'épisode, la production s'aperçut que le scénario de l'épisode était très proche d'une nouvelle de Robert Heinlein nommée Martian Flat Cats paru dans Rolling Stone quinze ans auparavant. Gerrold s'aperçut alors qu'il avait peut-être plagié cette nouvelle qu'il avait lue autrefois. Coon appela Heinlein au téléphone pour s'excuser et éviter un éventuel procès, ce qu'Heinlein accepta. En échange, il voulut juste une version signée du script. Des années plus tard, Heinlein dira regretter d'avoir accepté. À l'époque il sortait d'un procès pour plagiat et ne voulait pas s'embêter avec un second, mais trouvait que l'épisode ressemblait vraiment beaucoup à sa nouvelle.
La ligne de texte lorsque Kirk dit à Baris qu'il l'entend mais qu'il n'en croit juste pas ses oreilles, fut puisée directement dans une parodie de Star Trek (intitulée Star Blecch) parue dans le Mad Magazine d'août 1963. Une autre ligne de texte au sujet de l'amour des animaux qui serait la seule chose que l'argent ne peut acheter fut inspiré à Gerrold en voyant une affiche dans la salle d'attente de son vétérinaire.

### Casting
- William Campbell était déjà apparu dans le rôle de Trelane dans l'épisode de la saison précédente Le Chevalier de Dalos[8]. Son personnage de Koloth devait réapparaître dans la saison 3 mais cela ne se fit pas.
- L'acteur George Takei était à l'époque pris sur le tournage du film Les Bérets verts et ne pouvait pas être présent. Les lignes de textes écrites pour le personnage de Sulu furent données au personnage de Pavel Chekov joué par Walter Koenig.
- Guy Raymond qui tiens le rôle du barman de la station avait joué aussi le rôle d'un barman qui revenait de façon récurrente dans une publicité des années 1960. Une de ses lignes de texte fait allusion à ce fait.
- William Schallert qui tient le rôle de Nilz Baris réapparaitra dans le rôle de Bajoran dans l'épisode Le Sanctuaire de la série dérivée Star Trek: Deep Space Nine. De même, Michael Pataki, qui joue le rôle du Klingon Korax, rejouera dans l'épisode Un trop court moment de la série Star Trek : La Nouvelle Génération.

### Tournage

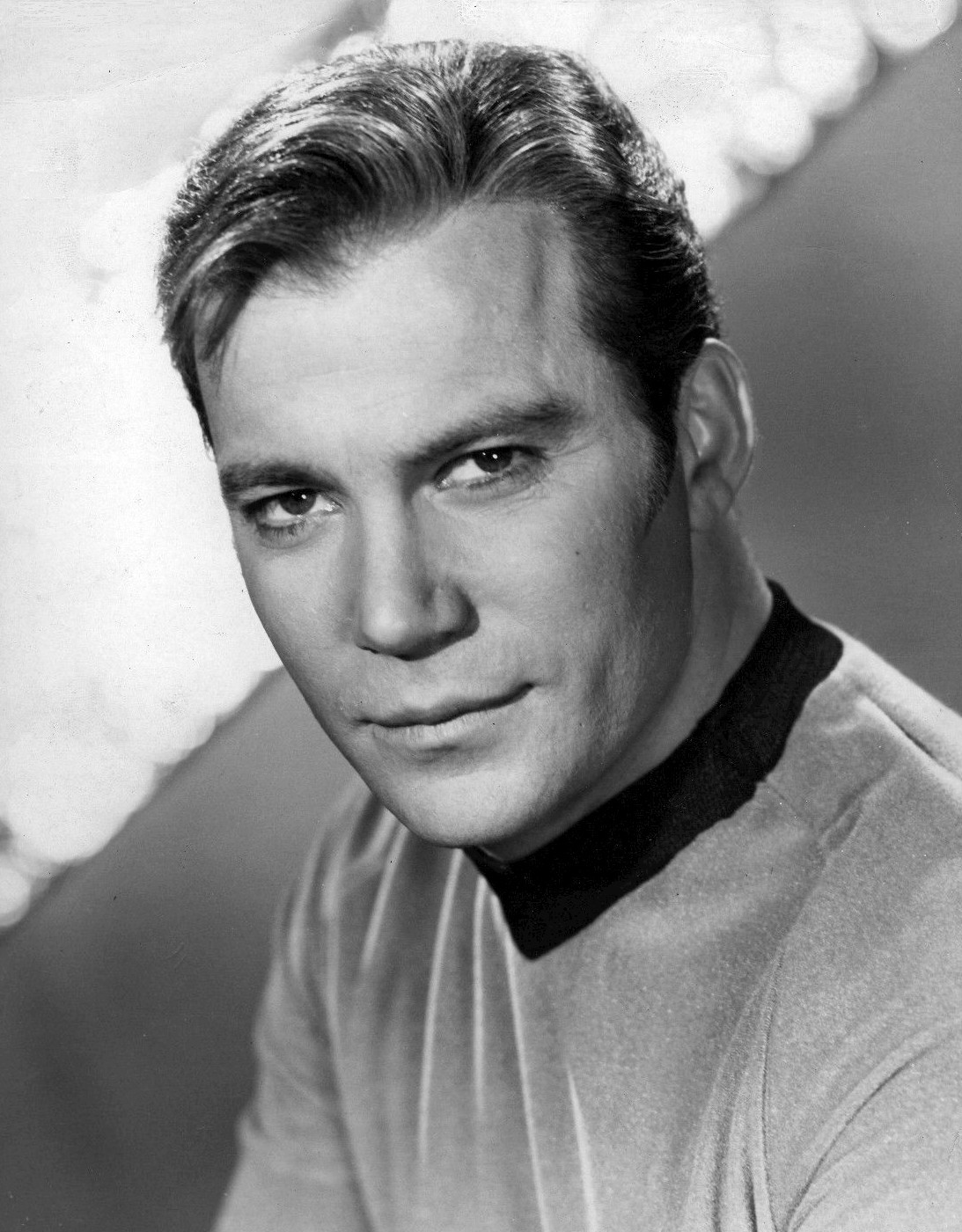
William Shatner l'acteur principal de la série

Le tournage eut lieu du 22 au 29 août 1967 au studio de la compagnie Desilu sur Gower Street à Hollywood, sous la direction du réalisateur Joseph Pevney.
Près de 500 tribules furent créés pour l'épisode, certains n'étant que des peluches inertes. D'autres étaient des petit poufs recouvert de fourrures et d'autres des ballons chirurgicaux. Six d'entre eux furent créés en recouvrant de fourrure des chiens mécaniques, ceux-ci étaient particulièrement bruyant et obligèrent les dialogues à être enregistrés en post-production. La création eu lieu plusieurs mois avant le tournage, et s'inspirait du design d'un porte-clé en fourrure que possédait sa petite amie, Holly Shermann. Le nom de la planète Sherman, vient d'ailleurs de son nom de famille. L'idée fut mis en forme par le créateur des effets spéciaux Wah Chang
Trois portions de couloirs furent construites pour cet épisode. Le décor du bar fut une réutilisation de ceux de l'épisode Cour Martiale. Toutefois pour la scène de bagarre dans le bar, la production s'aperçut au dernier moment qu'elle n'avait pas assez de chaises pour remplir le lieu. Celles-ci devaient avoir une forme spécifique et furent empruntés à différents lieux de la région. Lors du tournage, il fut donc demandé à Joseph Pevney de faire attention à ce que certaines chaises ne soient pas bousculées car devant être retournées. Beaucoup des costumes de cette scène sont des costumes d'anciens épisodes réutilisés pour l'occasion et James Doohan insista pour faire lui-même ses propres cascades.
La scène où le capitaine Kirk ouvre le container à grain et se reçoit une flopée de tribules fut tournée près de huit fois afin que ceux-ci tombent pile dans l'axe de la caméra. L'intégralité des 500 peluches créées pour l'épisode furent utilisées à chaque prise. William Shatner accepta de refaire la prise à chaque fois estimant que cela lui permettait de pousser encore plus loin son potentiel comique.

### Post-production
- Le technicien des effets sonores, Douglas Grindstaff produisit le son des tribules en mélangeant un ronronnement de colombe, un cri de chouette et le bruit d'un ballon qui se dégonfle. Les prises de la station K7 vue de l'espace furent réutilisés pour l'épisode Unité multitronique.

## Diffusion et réception critique

### Diffusion américaine
L'épisode fut retransmis à la télévision pour la première fois le 29 décembre 1967 sur la chaîne américaine NBC en tant que quinzième épisode de la deuxième saison.

### Diffusion hors États-Unis
L'épisode fut diffusé au Royaume-Uni le 1er juin 1970 sur BBC One.
En version francophone, l'épisode fut diffusé au Québec en 1971. En France, l'épisode est diffusé le 11 septembre 1986 lors de la rediffusion de l'intégrale de Star Trek sur La Cinq.

### Réception critique
La réaction de fans devant l'épisode fut relativement divisée, certains adorant d'autres détestant. Toutefois l'épisode est devenu l'un des épisodes préférés du public et c'est souvent le premier épisode par lequel les gens découvrent la série.
Dans l'équipe de production, William Shatner et Joseph Pevney diront avoir aimés tourner cet épisode, estimant que la comédie offrait une récréation agréable. Ce dernier cite d'ailleurs l'épisode comme étant sa meilleure expérience sur la série,. Toutefois, à l'inverse le producteur Robert Justman expliquera qu'il n'a jamais aimé cet épisode trouvant que les personnages se parodient. C'est aussi l'avis du producteur Fred Freiberger, du scénariste Samuel A. Peeples et du producteur exécutif Gene Roddenberry qui estimaient que les épisodes comiques nuisaient à l'esprit de la série,. C'est d'ailleurs l'une des raisons pour lesquelles le producteur Gene L. Coon quittera la co-production de la série au milieu de la production de la saison 2.
Dans un classement pour le site Hollywood.com Christian Blauvelt place cet épisode à la 12e position sur les 79 épisodes de la série originelle estimant que l'épisode s'il est connu pour l'envahissement de Kirk par les tribules est bien plus intéressant à cause de sa scène de bagarre de bar. À l'inverse, le The New York Times liste le moment où Kirk est enseveli sous les tribules comme l'un des moments les plus marquants de la série. Le Time classe l'épisode comme l'un des six meilleurs moment de la francise Star Trek et IGN le place comme le 5e meilleur épisode de la série. Le site The A.V. Club inclus l'épisode dans les dix épisodes à voir de la série et le livre Star Trek 101 liste cet épisode parmi les 10 épisodes essentiels de Star Trek.
Pour le site The A.V. Club Zack Handlen donne à l'épisode la note de A trouvant que l'épisode possède l'un des meilleurs scripts de la série. Il aime particulièrement que l'épisode tourne autour de choses ennuyantes que le capitaine Kirk est obligé de faire contre son gré. Sur le site TrekNation en mars 2006, Michele Erica Green trouve que l'épisode est daté, mais toujours très drôle notamment pour les scènes entre Spock et McCoy.
L'épisode fut nommé pour le Prix Hugo dans la catégorie Best Dramatic Presentation en 1968. Pour la cérémonie de cette année là, la totalité des nommés étaient des épisodes de Star Trek, et le gagnant fut l'épisode Contretemps.

### Héritage et hommages
À la suite du succès de cet épisode, on demanda à Gerrold de travailler sur le script d'une suite faisant revenir les tribules pour la saison 3. L'épisode ne fut jamais produit, à la suite d'un changement d'agenda et à des coupes budgétaires. Toutefois le scénario fut recyclé pour la création de l'épisode Les Soucis du capitaine Kirk de la série dérivée Star Trek : la série animée. En 1973, Gerrold va écrire The Trouble with Tribbles: The Birth, Sale and Final Production of one Episode un livre décrivant sa première expérience au sein de la série. Le livre servit de nombreuses fois de manuel afin d'apprendre le métier de scénariste
Quelques tribules créés pour l'épisode furent offerts au Smithsonian National Air and Space Museum à Washington en 1992. D'autres furent revendus lors d'une vente aux enchères en 2006. À cause du côté synthétique de leur fourrure, de nombreux accessoires ne durèrent pas et perdirent leurs poils.
Les tribules ont été parodiés dans des nombreux épisodes, notamment Futurama avec les Popplers et le jeu vidéo de 2003 Star Wars: Knights of the Old Republic avec des sortes de grenouilles nommées les Gizka. Des peluches en forme de tribules ont été commercialisées, ainsi qu'un jeu de carte à collectionner parallèle au jeu de carte Star Trek.

## Adaptations littéraire
L'épisode fut romancé sous forme d'une nouvelle de 17 pages écrite par l'auteur James Blish dans le livre Star Trek 3 un recueil compilant différentes histoires de la série et sortit en avril 1969 aux éditions Bantam Books. Celui-ci replace le personnage de Sulu tel qu'il était censé apparaître dans le script original et rajoute une ligne de dialogue expliquant que la mort des tribules dans le container a empêché leur invasion d'être catastrophique.
En 1978, l'épisode connu aussi une adaptation en roman photo créé à partir de captures d'écran de l'épisode
The Truth About Tribbles, un comic publié en 2012 chez IDW Publishing raconte les événements de cet épisode mais avec les personnages issus de la série de films Star Trek de 2009.

## Éditions commerciales
Aux États-Unis, l'épisode est disponible sous différents formats. En 1988 et 1990, l'épisode est sorti en VHS et Betamax. L'épisode sortit en version remastérisée sous format DVD en 1999 et 2004.
L'épisode connu une nouvelle version remasterisée sortie le 4 novembre 2006 : l'épisode fit l'objet de nombreux nouveaux effets spéciaux, notamment de la station K-7 vue de l'espace et les plans de l'Enterprise qui ont été refaits à partir d'images de synthèse. Cette version est comprise dans l'édition Blu-ray, diffusée en septembre 2009.
En France, l'épisode fut disponible avec l'édition VHS de l'intégrale de la saison 2 en 2000. L'édition DVD est sortie le 18 novembre 2004 et l'édition Blu-ray le 27 avril 2009.